# Schultesia piresiana
Schultesia piresiana är en gentianaväxtart som beskrevs av E.F.Guim. och Fontella. Schultesia piresiana ingår i släktet Schultesia och familjen gentianaväxter. Inga underarter finns listade i Catalogue of Life.